# Forza Horizon 5
Forza Horizon 5 est un jeu vidéo de course développé par le studio Playground Games et édité par Xbox Game Studios. Il s'agit du cinquième épisode de la franchise Forza Horizon, son prédécesseur étant Forza Horizon 4. Il est sorti le 9 novembre 2021 pour Microsoft Windows, Xbox One, Xbox Series, cependant celui-ci était déjà disponible depuis le 5 novembre 2021 pour les détenteurs de la version Premium du jeu. Le jeu est inclus dans l’abonnement Xbox Game Pass. Le jeu sort le 29 avril 2025 sur PlayStation 5.

## Système de jeu
Forza Horizon 5 est un jeu vidéo de course se déroulant dans un environnement en monde ouvert basé sur une représentation fictive du Mexique. Le jeu a la plus grande carte de la série, étant 50 % plus grande que son prédécesseur Forza Horizon 4, tout en ayant également le point le plus élevé de la série Horizon,. La carte du jeu a été décrite par le directeur créatif Mike Brown comme l'une des cartes Forza Horizon les plus diverses que l'équipe ait construite. La carte contient des zones comme un volcan de type caldeira en activité, des jungles, des plages, d'anciens temples Mayas ainsi que des villes comme Guanajuato. Les joueurs peuvent explorer le monde librement, mais ils peuvent également participer à des courses multijoueur ainsi que de terminer le mode campagne. Les voitures présentées dans le jeu et le personnage peuvent être personnalisé à souhait. Forza Horizon 5 est le premier de la franchise à prendre en charge le ray tracing (bien que cela ne soit disponible uniquement dans le monde ForzaVista).
Ce volet introduit un nouveau système météo dans lequel les joueurs peuvent visiter un côté de la carte et y voir une tempête. Le Mexique étant un pays très vaste avec un large éventail d'altitude, plusieurs climats apparaîtront dans le jeu à peu près en même temps. Les quatre saisons existent toujours, mais elles affectent les onze biomes uniques de la carte. Par exemple, pendant la saison sèche, des tempêtes se produiront tout au long de la saison d'automne. Un autre détail concerne la jungle, dans laquelle l'environnement réagit avec la météo ; par exemple, des feuilles volent un peu partout en cas de grand vent.
Il introduit également un tout nouveau « Arcade Horizon ». Il s'agit d'une série de mini-jeux multijoueur éparpillés sur la carte. L'un de ces mini-jeux s'appelle « Piñata pop ». L'avion cargo du Festival Horizon y largue une piñatas. Le but est de faire éclater le plus de piñatas possible avec l'aide des autres joueurs. Le jeu introduit également « L'EventLab », un ensemble d'outils dans lequel les joueurs peuvent créer des jeux, des courses et d'autres événements personnalisés en fonction de leurs préférences. Selon Brown, il s'agit d'un assistant d'IA qui suit les statuts actuels des joueurs, les aidants à se lier avec d'autre joueurs en ligne et à jouer ensemble. Forza Horizon Link peut également relier les systèmes GPS des joueurs s'ils acceptent l'invitation d'un autre joueur.

## Développement
Forza Horizon 5 est développé par Playground Games et Turn 10 Studios. L'objectif de l'équipe était de créer un jeu dont l'échelle était nettement plus grande que celle de ses prédécesseurs. L'équipe a choisi le Mexique comme cadre de jeu en raison de ses paysages divers et variés. L'équipe s'est associée à des artistes mexicains pour créer les peintures murales du jeu et des musiciens mexicains pour créer les bandes sonores du jeu. Elle a également envoyé une équipe au Mexique pour capturer des données réelles sur la lumière et le ciel. Le jeu a fait un usage intensif des données photogrammétriques afin de rendre l'environnement virtuel du jeu similaire à son homologue réel,. Les rochers situés sur le flanc de la caldeira du volcan en sont un exemple très détaillé. Des objets individuels, tels que les aiguilles des cactus cholla, peuvent également être affichés par le jeu (bien que cela ne soit disponible uniquement sur les consoles Xbox Series pour le moment).
Forza Horizon 5 a été annoncé lors de la présentation de Microsoft et de Bethesda Game Studios à l'E3 2021. La sortie du jeu est prévenue pour Windows, Xbox One, Xbox Series le 9 novembre 2021 bien que celui-ci soit disponible en accès anticipé le 5 novembre 2021 pour les détenteurs de la version Premium du jeu,,.

### Extensions
Le jeu Forza Horizon 5 possède deux extensions, comme les anciens Forza Horizon (excepté le premier).
La première extension, qui est sortie le 19 juillet 2022, est en partenariat avec la marque de jouets Hot Wheels pour la deuxième fois (il y avait déjà eu une extension Hot Wheels sur Forza Horizon 3). Le joueur arrive, après une expédition, sur "Hot Wheels Park" : 3 îles représentant 3 biomes (biome jungle, canyon et montagne) reliées par des routes Hot Wheels. Hot Wheels Park possède également son propre festival Horizon, dédié à Hot Wheels, sur une île centrale. À noter que les îles flottent au-dessus de la carte du jeu de base. Cependant, il est impossible de sauter d'une île pour rejoindre la carte de base.
Une deuxième extension a été annoncée officiellement par les développeurs lors du « Forza Monthly » de novembre 2022. Celle-ci est sortie lors de la mise à jour 17 en février 2023. L'extension porte sur le thème du rallye (d'où le nom Forza Horizon 5: Rallye Adventure) avec une dizaine de voitures ajoutées. L'extension se situe au nord de la carte de base et comprend six biomes avec un site du festival nommé "Horizon Badland".

### Portage
Le 30 janvier 2025, le jeu est annoncé pour une sortie sur PlayStation 5. Le jeu est disponible le 29 avril 2025.

## Accueil

### Critiques
Forza Horizon 5 a reçu une « acclamation universelle » selon l'agrégateur de critiques Metacritic,.

### Vente
Forza Horizon 5 a été vendu à 4,5 millions d'exemplaires en seulement 24 heures. À l'occasion de son bilan trimestriel le 26 janvier 2022, Microsoft en profite pour annoncer que Forza Horizon 5 a dépassé les 18 millions de joueurs.